# Zachowanie prawne
Zachowanie prawne – fakt prawny, który jest zależny od woli podmiotu.

## Podział zachowań prawnych
Zachowania prawne dzieli się na:
- działania prawne (zachowania czynne) – polegają na wykonywaniu określonych czynności
- zaniechania prawne (zachowania bierne) – polegają na powstrzymanie się od wykonywaniu określonych czynności (braku aktywności)[1].

Działania i zaniechania mogą być zgodne z prawem (takie, jakich prawo wymaga lub dopuszcza) i niezgodne z prawem (takie, jakich prawo zabrania).
Zachowaniami zgodnymi z prawem są tzw. akty prawne, które są zachowaniami (najczęściej działaniami) specjalnie przewidzianymi przez prawo dla celowego wywoływania nimi skutków prawnych.
Akty prawne dzielą się na: 
- czynności prawne (np. umowy, pełnomocnictwa, przyrzeczenia publiczne, testamenty, oddanie głosu w wyborach, wytoczenie powództwa, złożenie wniosku o pozwolenie na budowę lub rozbiórkę albo o wydanie paszportu),
- akty tworzenia prawa, a więc zachowania, w wyniku których powstaje prawo (np. uchwalenie lub wydanie aktu prawa stanowionego (ustawy, rozporządzenia itp.) albo ustanowienie wiążącego prawnie precedensu sądowego),
- akty stosowania prawa (np. wydanie decyzji administracyjnej, decyzji podatkowej, wyroku sądowego)[1].